# 국립근대미술관 (파리)

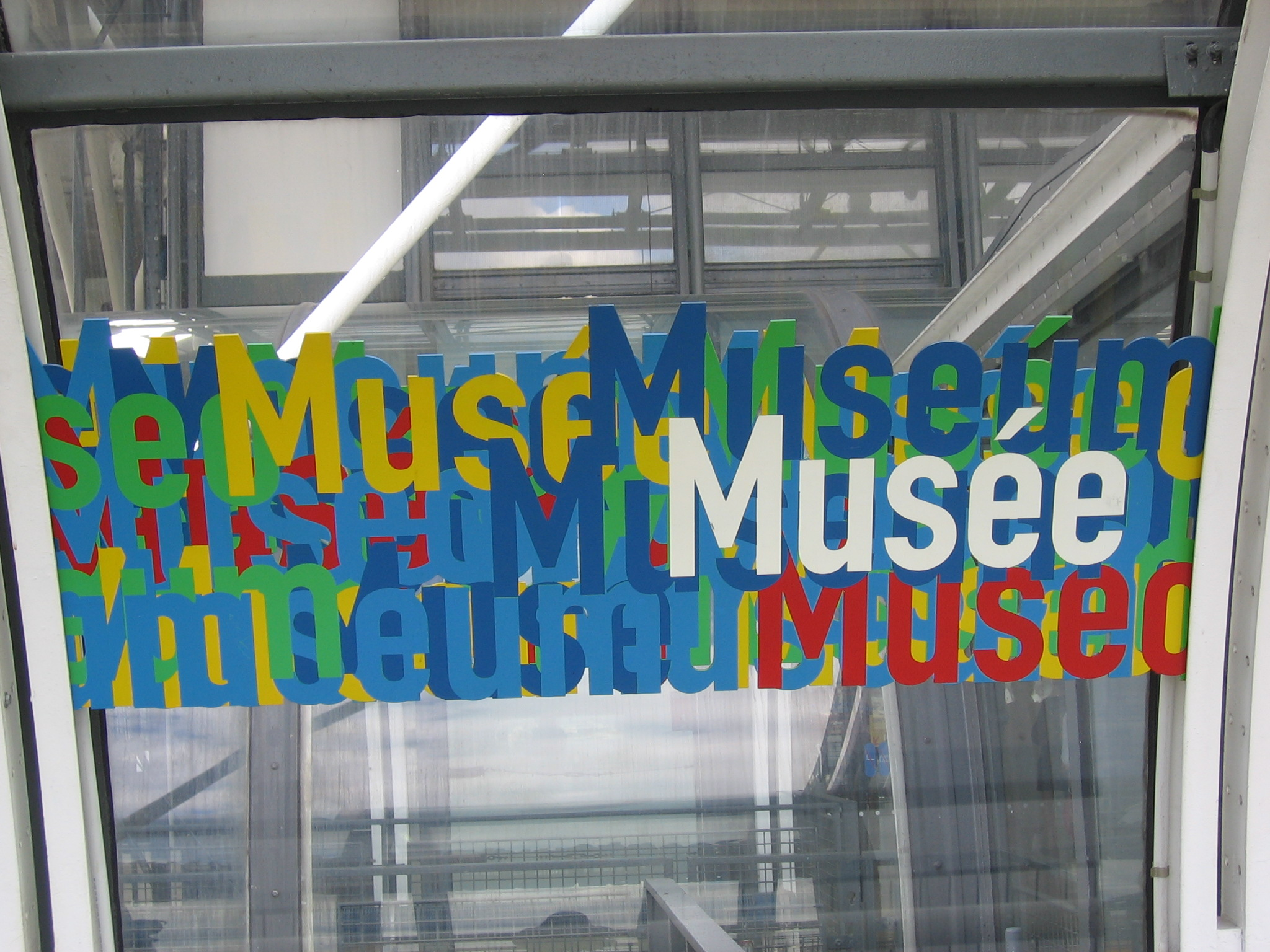

국립근대미술관(Musée National d'Art Moderne)은 프랑스 파리에 있는 미술관이다. 4구에 위치한 조르주 퐁피두 센터에 있다. 또한, 연간 3,745,000명이 방문하며, 이 수치는 입장객 수가 많은 미술관 10위에 해당하는 것이다.

## 관장
- 2013년 - 현재: 베르나르드 블리스텐
- 2000 - 2013: 알프레드 파크멘트
- 1997 - 2000: 베르너 스피스
- 1992 - 1997: 가맹 비엣
- 1991 - 1992: 도미니크 보조
- 1987 - 1991: 장우베르 마르탱
- 1986 - 1987: 베르나르드 시손
- 1981 - 1986: 도미니크 보조
- 1973 - 1981: 폰터스 휠텐
- 1968 - 1973: 장 리마리
- 1965 - 1968: 베르나르드 도리발
- 1945 - 1965: 장 카수
- 1941 - 1944: 피에르 라두에
- 1940: 장 카수

## 같이 보기
- 가장 큰 미술관 목록